# Ernst Waltemathe
Ernst Waltemathe (geboren am 2. Februar 1935 in Bremen; gestorben am 9. Juni 1997 in Bremen) war ein deutscher Politiker (SPD), ab 1972 war er Mitglied des Bundestages.

## Leben
Ernst Waltemathe war ein Sohn des Schlossers Paul Waltemathe und der Stenotypistin Sophia Cohen (1906–1949), er hatte einen älteren Bruder. Die Eltern wurden auf Grund der nationalsozialistischen Rassenpolitik zur Scheidung gezwungen, und die Mutter zog unter dem zunehmenden Druck im Dezember 1938 mit den Kindern nach Amsterdam, wo sie nach der deutschen Besetzung der Niederlande die Verfolgung überlebten. 1947 ging Waltemathe auf ein Gymnasium in Amsterdam, die Familie kam 1948 wieder in Bremen zusammen. Von 1949 bis 1954 besuchte er dort die Oberschule (in Aufbauform). Nach dem Abitur 1954 begann er an der Universität Hamburg ein Jurastudium, das er 1955 nach drei Semestern aus finanziellen Gründen aufgeben musste.
Nach einer Ausbildung im Öffentlichen Dienst, die er 1956 an der Verwaltungsschule in Bremen begonnen und 1959 mit der Zweiten Verwaltungsprüfung abgeschlossen hatte, begann er 1959 seine Tätigkeit bei der Bremer Stadtverwaltung und wurde Beamter im Liegenschaftsamt, dessen Leiter er von 1971 bis 1972 war.
Im Jahr 1956 war er der SPD beigetreten und 1964 wurde er Juso-Vorsitzender in Bremen. 1972 wurde er dann Mitglied des Vorstandes der SPD Bremen. Er wirkte unter anderem als Mitglied der Kommission für Bodenrechtsreform im Parteivorstand.
Von 1972 bis 1994 saß der Oberregierungsrat (i. e. R.) Waltemathe im Deutschen Bundestag. Er wurde dabei stets per Direktmandat im Wahlkreis Bremen-Ost gewählt. Von 1987 an gehörte er dem Vorstand der SPD-Bundestagsfraktion an, war Mitglied im Haushaltsausschuss sowie in den Unterausschüssen zur Wiedergutmachung von NS-Unrecht sowie für Menschenrechte und Humanitäre Hilfe.
Waltemathe war verheiratet und hatte vier Kinder.

## Schriften
- Judenstern und Marschallstab: „Holocaust“ und der Handel mit NS-„Antiquitäten“. In: Sozialdemokratischer Pressedienst. Heft 19, 6. Januar 1979, S. 3.